# Landesbehördenhaus

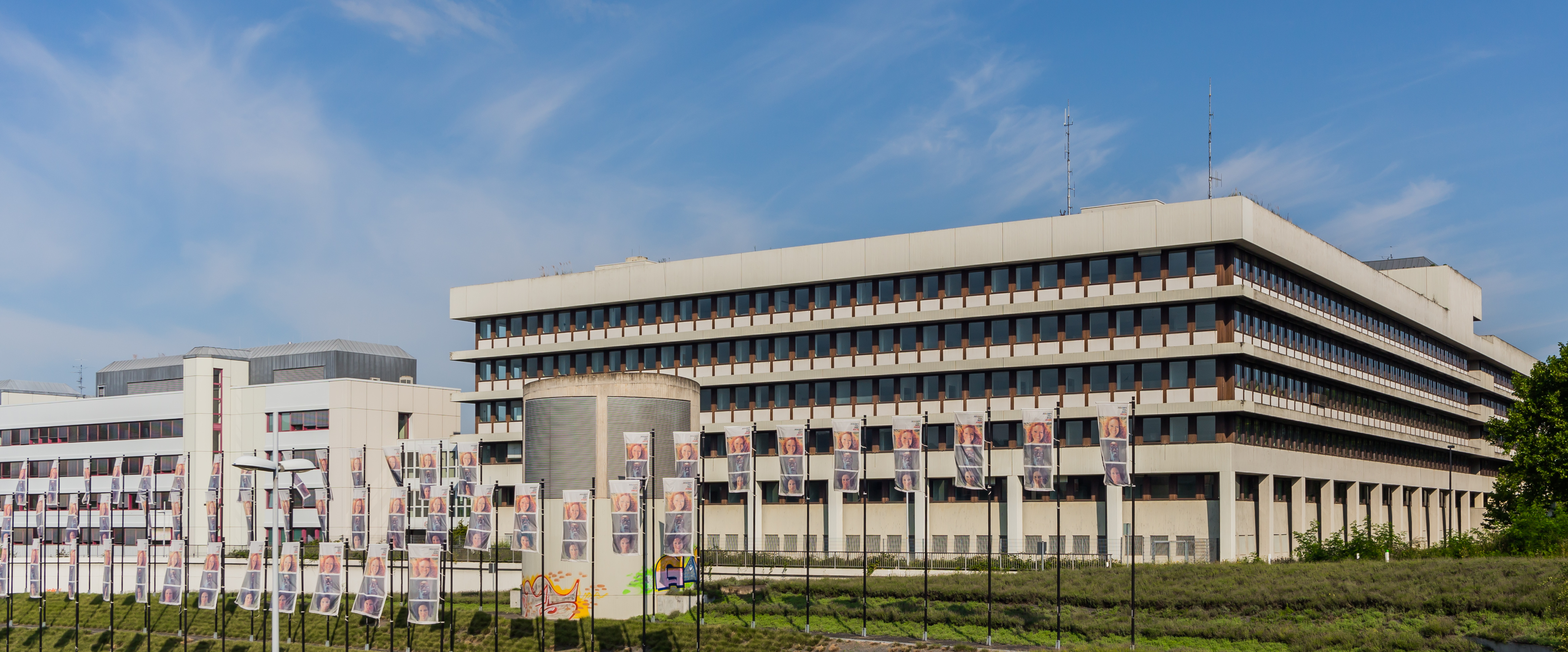
Landesbehördenhaus (2014)

Das Landesbehördenhaus ist ein Bürogebäude im Bonner Ortsteil Gronau, das von 1971 bis 1975 errichtet wurde. Es war bis 2006 Sitz des Polizeipräsidiums Bonn.

## Lage
Das Gebäude liegt im Bundesviertel am Südrand des Ortsteils Gronau an der Westseite der Friedrich-Ebert-Allee (B 9) mit der Hausnummer 144 nordwestlich der Kreuzung mit der Bundesautobahn 562. Auf Höhe des Landesbehördenhauses inmitten der B 9 befand sich bis 2003 eine gleichnamige Stadtbahn-Haltestelle.

## Geschichte
Das Landesbehördenhaus entstand von 1971 bis 1975 nach einem Entwurf der Architekten Ernst van Dorp, Rolf Altmann, Kurt Kleefisch und Eberhard Rüttgers, die sich dazu zum Planungsring Bonner Architekten zusammengeschlossen hatten. Richtfest wurde am 26. Februar 1973 gefeiert; durch einen Großbrand am 10. Juli 1974 verzögerte sich die Fertigstellung um ein halbes Jahr, sodass das Gebäude erst am 3. März 1975 bezogen werden konnte. Neben dem – zuvor an der Koblenzer Straße 134 (heute Adenauerallee) ansässigen – Polizeipräsidium beherbergte es auch das Staatshochbauamt, das Staatliche Gewerbeaufsichtsamt, das Amt für Agrarordnung und das Staatliche Amt für Wasser- und Abfallwirtschaft. Ursprünglich geplant war an diesem Standort auch der Bau weiterer Landesbehörden, darunter des Finanzamts Bonn-Außenstadt und der in der nördlichen Innenstadt beheimateten Justizbehörden (Land- und Amtsgericht). 1978/79 wurde hierfür ein Architekturwettbewerb durchgeführt, dessen Ergebnisse allerdings aufgrund der problematischen Erschließung des Geländes erst Mitte der 1980er-Jahre in einen rechtskräftigen Bebauungsplan mündeten und letztlich aufgrund zwischenzeitlich neu erfolgter Prioritätensetzung verworfen wurden. Erweitert wurde das Landesbehördenhaus erst von 1987 bis 1989 nach Plänen des Staatshochbauamts Bonn auf der rückwärtigen, zur linksrheinischen Bahnstrecke gelegenen Seite, jedoch nicht für Justiz- und Finanzbehörden, sondern den Objektschutzdienst (OSD) der Polizei. In den 1990er-Jahren zogen das Amt für Agrarordnung sowie das Staatshochbauamt aus dem Landesbehördenhaus aus.
Da Bonn bis 1999 Regierungssitz der Bundesrepublik Deutschland war, bestand innerhalb des Polizeipräsidiums Bonn bis Oktober 2000 auch die Einheit „Personen- und Objektschutz“ (POS) mit etwa 700 Beamten, die seinerzeit größte Polizeidienststelle in Nordrhein-Westfalen. Nach deren Auflösung und dem allgemeinen Stellenabbau im Bonner Polizeipräsidium von etwa 2500 auf rund 1150 Stellen (Stand: 2006) wurde ein großer Teil der Büroflächen des Landesbehördenhauses nicht mehr genutzt. Das Land plante daher, die Liegenschaft aufzugeben. Das Staatliche Umweltamt wurde im Sommer 2006 nach Bad Godesberg verlegt, im Oktober 2006 zog das Polizeipräsidium in ein neuerrichtetes Gebäude im rechtsrheinischen Ortsteil Ramersdorf um. Die Bonner Immobiliengesellschaft IVG plante 2006/07, das nun leerstehende Landesbehördenhaus anzukaufen und es zur Errichtung neuer Bürogebäude abzureißen. Nachdem sich diese Planungen zerschlugen, befindet sich die Liegenschaft weiterhin im Besitz des Landes Nordrhein-Westfalen; das Ursprungsgebäude von 1971–75 wurde entkernt. Im Frühjahr 2011 zog in den Erweiterungsbau übergangsweise das Institut für Informatik der Universität Bonn ein (bis Herbst 2017), weitere Mieter waren (Stand: 2014) das Institut für Nutzpflanzenwissenschaften und Ressourcenschutz (INRES) der Universität Bonn sowie das Fraunhofer-Institut für Kommunikation, Informationsverarbeitung und Ergonomie (Fraunhofer FKIE) als Untermieter der Universität Bonn. Mit Bezug eines neuen Institutsstandorts ist das Fraunhofer FKIE 2016 ausgezogen.
In Betracht gezogen wird der Standort des Landesbehördenhauses auch für die Ansiedlung der Stadtverwaltung.

## Architektur
Der 1975 fertiggestellte Ursprungsbau des Landesbehördenhauses ist ein sechsgeschossiger, auf Stützen stehender und etwa 120 m langer Sichtbetonbau, der zwei Innenhöfe umschließt. Mit dem viergeschossigen, L-förmigen Erweiterungsbau von 1989 ist er durch einen gläsernen Zwischengang verbunden. Die Erschließung des Erdgeschosses mit dem zentralen Eingang erfolgt über beidseitige Rampen. Zu dem Gebäude gehören auch eine Turnhalle, Gymnastikräume und eine ehemalige Kfz-Werkstatt. Das heutige Lüftungsgebäude der Klimaanlage des Landesbehördenhauses liegt außerhalb des Grundstücks innerhalb einer Schleifenrampe der Kreuzung A562/B9 und wurde gemeinsam mit dieser im Jahre 2003 neugebaut.
Im nördlichen Innenhof befindet sich die im Februar/März 1975 aufgestellte Wasser-Licht-Stele des Künstlers Günter Ferdinand Ris, die als Ergebnis eines beschränkten Kunst-am-Bau-Wettbewerbs entstanden war. Das Wasserspiel war nach seiner verspäteten Inbetriebnahme im Juli 1977 nur kurzfristig in Betrieb.

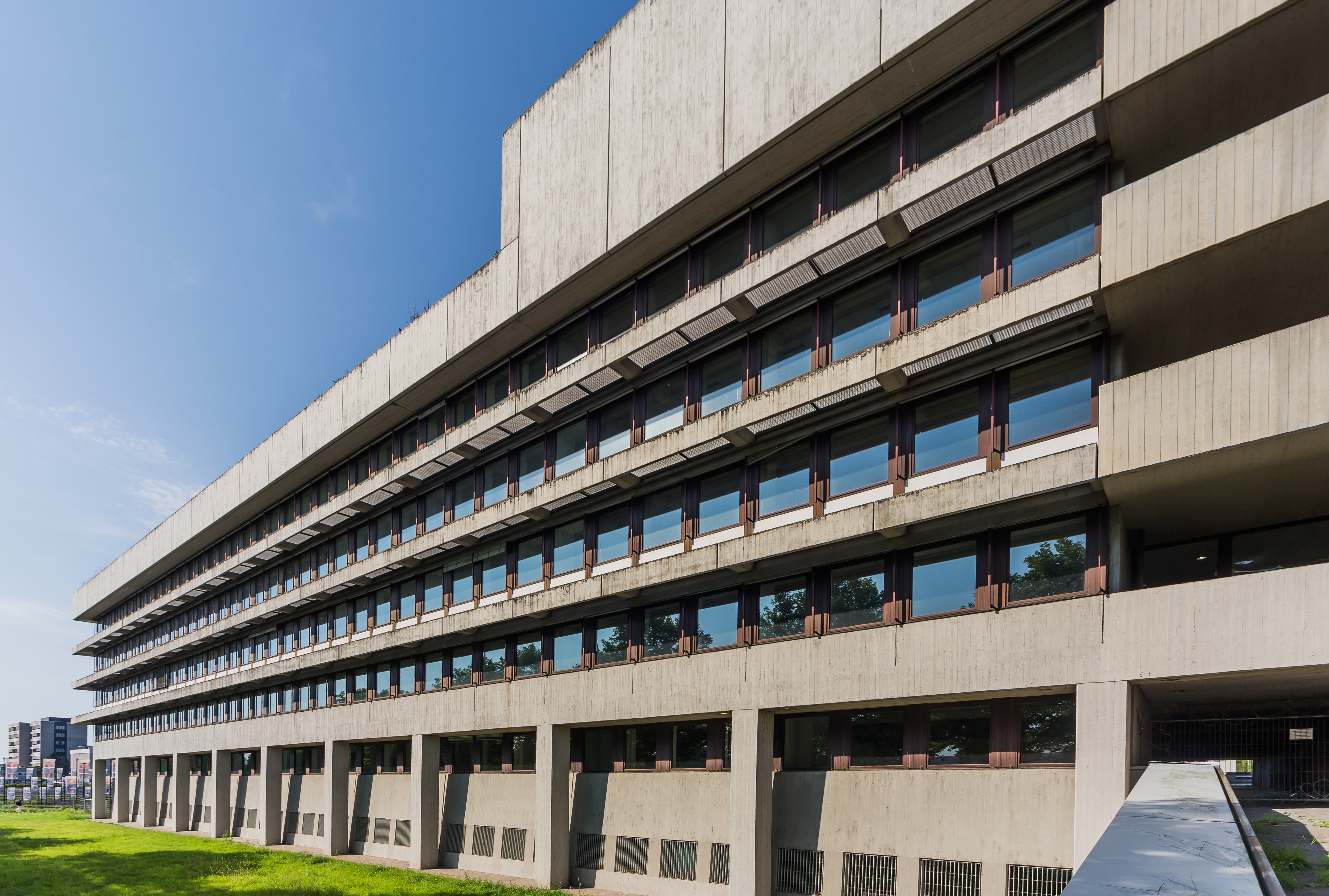
Fassade an der Friedrich-Ebert-Allee (2014)

## Weitere Entwicklung
Im Zuge der Veränderungen, die das gesamte Bundesviertel an der B 9 nach dem Regierungsumzug erfahren hat, wurden immer wieder Überlegungen getroffen, das Gebiet urban zu durchmischen. Als Pilotprojekt dient dabei das Areal des Landesbehördenhauses für das im derzeit laufenden Wettbewerbsverfahren Neues Quartier Bundesviertel ab August 2024 bis Januar 2025 verbindliche Angebote erstellt und abgegeben werden sollen. Die zukünftige Entwicklung, anhand einer städtebaulichen Machbarkeitsstudie von Cityförster Hannover, „verabschiedet durch den Stadtrat, sieht 60% Wohnen (ca. 50% davon geförderter Wohnungsbau), 30 % kommunale Nutzung (z. B. technisches Rathaus, Grundschule, Kita, etc.), 10% Sonstiges (z. B. Gastronomie, Handel, NGO, Deutsches Museum, Innovations- und Bildungszentrum (Cyber-Sicherheit), etc.) vor. Die konzeptionelle Umsetzung obliegt dem Wettbewerbsteilnehmer. Im Verfahren wird entschieden, wie mit dem Bestand umgegangen wird. Ein etwaiger Rückbau der Bestandsgebäude wäre durch den Investor auszuführen.“